# Neuhof an der Zenn
Neuhof an der Zenn település Németországban, azon belül Bajorországban. Lakosainak száma 2228 fő (2023. december 31.). Neuhof an der Zenn Dietenhofen, Markt Erlbach és Trautskirchen községekkel határos.

## Népesség
A település népessége az elmúlt években az alábbi módon változott:
| Lakosok száma | 912  | 1006 | 1652 | 1756 | 2054 | 2071 | 2123 | 2128 | 2226 | 2228 |
|               | 1875 | 1950 | 1975 | 1987 | 2012 | 2014 | 2016 | 2017 | 2021 | 2023 |